# Landtagswahl in Oberösterreich 1967
- SPÖ: 23
- ÖVP: 23
- FPÖ: 2

Die Landtagswahl in Oberösterreich 1967 fand am 22. Oktober 1967 statt. Dabei verlor die ÖVP an Stimmen und wurde nur noch zweitstärkste Kraft hinter der SPÖ, die deutliche Gewinne erzielen konnte, erstmals stärkste Partei wurde und gleich viele Mandate wie die ÖVP erreichte. Sie konnte allerdings nicht das Amt des Landeshauptmanns von der ÖVP übernehmen, da sich die ÖVP die Unterstützung der FPÖ sichern konnte. Der Landtag wählte Heinrich Gleißner (ÖVP) abermals zum Landeshauptmann in der Landesregierung Gleißner VIII.
|                                            | Ergebnisse 1967 | Ergebnisse 1967 | Ergebnisse 1967 | Ergebnisse 1961  | Ergebnisse 1961  | Ergebnisse 1961  | Differenzen | Differenzen | Differenzen |
| ------------------------------------------ | --------------- | --------------- | --------------- | ---------------- | ---------------- | ---------------- | ----------- | ----------- | ----------- |
| Wahlberechtigte                            | 739.213         | 739.213         | 739.213         | 717.383          | 717.383          | 717.383          | + 21.830    | + 21.830    | + 21.830    |
| Wahlbeteiligung                            | 92,30 %         | 92,30 %         | 92,30 %         | 92,77 %          | 92,77 %          | 92,77 %          | − 0,47 %    | − 0,47 %    | − 0,47 %    |
|                                            | Stimmen         | %               | Mand.           | Stimmen          | %                | Mand.            | Stimmen     | %           | Mand.       |
| Abgegebene Stimmen                         | 682.267         |                 |                 | 665.505          |                  |                  | + 16.762    |             |             |
| Ungültig                                   | 13.924          | 2,04 %          |                 | 18.423           | 2,77 %           |                  | − 4.499     | − 0,73 %    |             |
| Gültig                                     | 668.343         | 97,96 %         |                 | 647.082          | 97,33 %          |                  | + 21.261    | + 0,73 %    |             |
| Partei                                     |                 |                 |                 |                  |                  |                  |             |             |             |
| Sozialistische Partei Österreichs (SPÖ)    | 307.125         | 45,95 %         | 23              | 256.162          | 39,59 %          | 19               | + 50.963    | + 6,36 %    | + 4         |
| Österreichische Volkspartei (ÖVP)          | 302.135         | 45,21 %         | 23              | 315.964          | 48,83 %          | 25               | − 13.829    | − 3,62 %    | − 2         |
| Freiheitliche Partei Österreichs (FPÖ)     | 49.984          | 7,48 %          | 2               | 62.524           | 9,66 %           | 4                | − 12.540    | − 2,18 %    | − 2         |
| Kommunisten u. Linkssozialisten (KLS)      | 5.589           | 0,84 %          | –               | 12.432           | 1,92 %           | –                | − 6.843     | − 1,08 %    | ± 0         |
| Demokratisch-Fortschrittliche Partei (DFP) | 3.510           | 0,53 %          | –               | nicht kandidiert | nicht kandidiert | nicht kandidiert | + 3.510     | + 0,53 %    | ± 0         |
| Gesamt                                     | 668.343         | 100,00 %        | 48              | 647.082          | 100,00 %         | 48               | + 21.261    | + 0,73 %    | ± 0         |